# Tomatenzaag

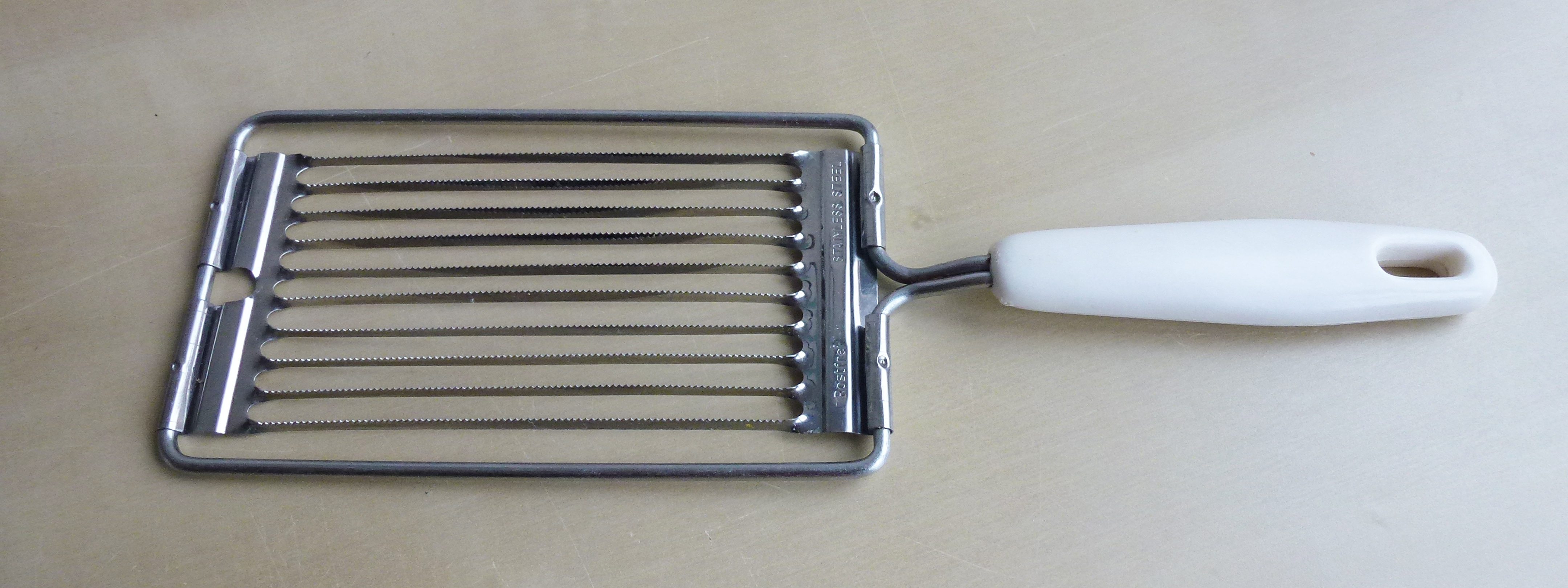
Tomatenzaag

Een tomatenzaag is een keukenhulp die geschikt is voor het in gelijke schijfjes snijden van tomaten.
Het lijkt op een eiersnijder, maar met gekartelde mesjes en een handvat.

## Uitvoering
De tomatenzaag ook wel tomatensnijder genoemd, bestaat uit twee gedeeltes, een handvat van hout of plastic en een metalen frame met 10 gekartelde zaagblaadjes. Het heeft een totale lengte van 27 cm, het zaagframe is 14 cm lang, de afstand tussen de 10 zaagblaadjes is 0,5 cm. Dit voorwerp was tot de jaren 80 van de 20e eeuw nog te koop in winkels met huishoudelijke artikelen maar tegenwoordig niet meer.

## Gebruik
Voor een goed resultaat moeten de tomaten stevig zijn. De tomaat wordt heen en weer over de zaagblaadjes bewogen en aan de onderzijde van de tomatenzaag weer opgevangen.